# Armstrong (Barton Engineering)
Armstrong is een historisch merk van motorfietsen.
Engels bedrijf dat in 1980 de productierechten van Barton Engineering, CCM en Cotton opkocht.
Armstrong was voordien al toeleverancier voor de Britse motorindustrie. Het bedrijf ontwikkelde een 500 cc machine, maar werd bekender door de racemachine met een blok dat gebaseerd was op de Rotax 250 cc tandem twin, en die als bijzonderheid een carbonfiber frame had. De link met Rotax kwam voort uit het merk Cotton. Armstrong fabriceerde van 1984 tot de verkoop aan Harley Davidson motoren voor het Britse leger, bekend als de MT 500.
Nadat Armstrong de productie had beëindigd kocht Harley-Davidson de productierechten. Harley produceerde de MT 350, ook voor het Britse Leger.

## Barton Phoenix
Barton ontwikkelde in 1979 een 750 cc tweetaktmotor voor de film Silver Dream Racer met David Essex en Beau Bridges. De motor werd ook ingezet in de Sidecar TT op net eiland Man en Nigel Rollason won er tijdens de TT van Man van 1986 zelfs de tweede race van de Sidecar TT mee.
- Voor andere merken met de naam Armstrong, zie Armstrong (Londen) - Armstrong (Westminster).